# Economía de Toronto

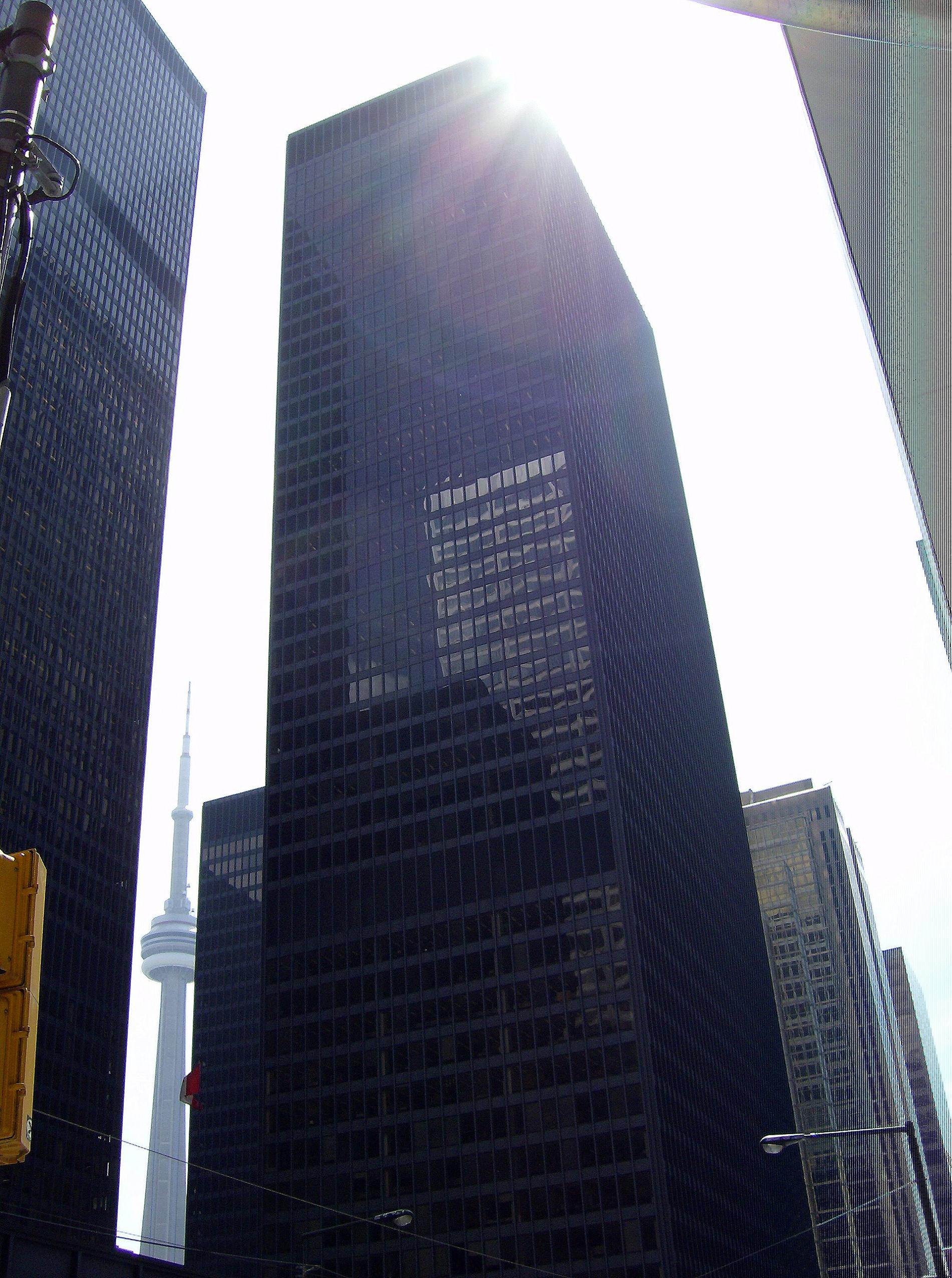
Los rascacielos del Toronto-Dominion Centre, diseñado por Mies van der Rohe.

La economía de Toronto es una de las más variadas y fuertes de América del Norte. Es el principal centro industrial, comercial y financiero de Canadá, y uno de los principales del continente.
Hasta la década de 1970, Toronto era el segundo mayor núcleo comercial de Canadá, detrás de Montreal. El gran crecimiento económico de Toronto fue estimulado por el descubrimiento de grandes yacimientos de recursos naturales a lo largo de la provincia de Ontario y de la creciente presencia de la industria automovilística en todo el sur de la provincia. Además de eso, la inauguración del Canal de San Lorenzo permitió la navegación de barcos entre el Océano Atlántico y los Grandes Lagos, haciendo de Toronto un importante centro portuario. Además de eso, durante la década de 1960, el nacionalismo quebequés y la aprobación de varias leyes que obligaban a las empresas con sede en Quebec a usar solamente el francés como idioma de trabajo. Esto hizo que varias empresas que tenían anteriormente su sede en Montreal (especialmente las grandes multinacionales, cuyo mercado se extiende mucho más allá de los límites de Quebec) se mudaran a Toronto, donde el francés no es necesario para las actividades comerciales. Varios habitantes de Montreal llamaron a esta migración "El Éxodo".
Según datos de 2004, el producto interior bruto de Toronto es de aproximadamente 129.000 millones de dólares, y su renta per cápita de 43.000 dólares. Si Toronto fuese un país independiente, tendría el 42° mayor PIB del mundo. Con un producto interior bruto de cerca de 240.000 millones de dólares, el área metropolitana de Toronto posee el octavo mayor PIB entre las grandes metrópolis mundiales, detrás de Nueva York, Londres, Tokio, Osaka, París, Los Ángeles y Chicago.

## Comercio y finanzas

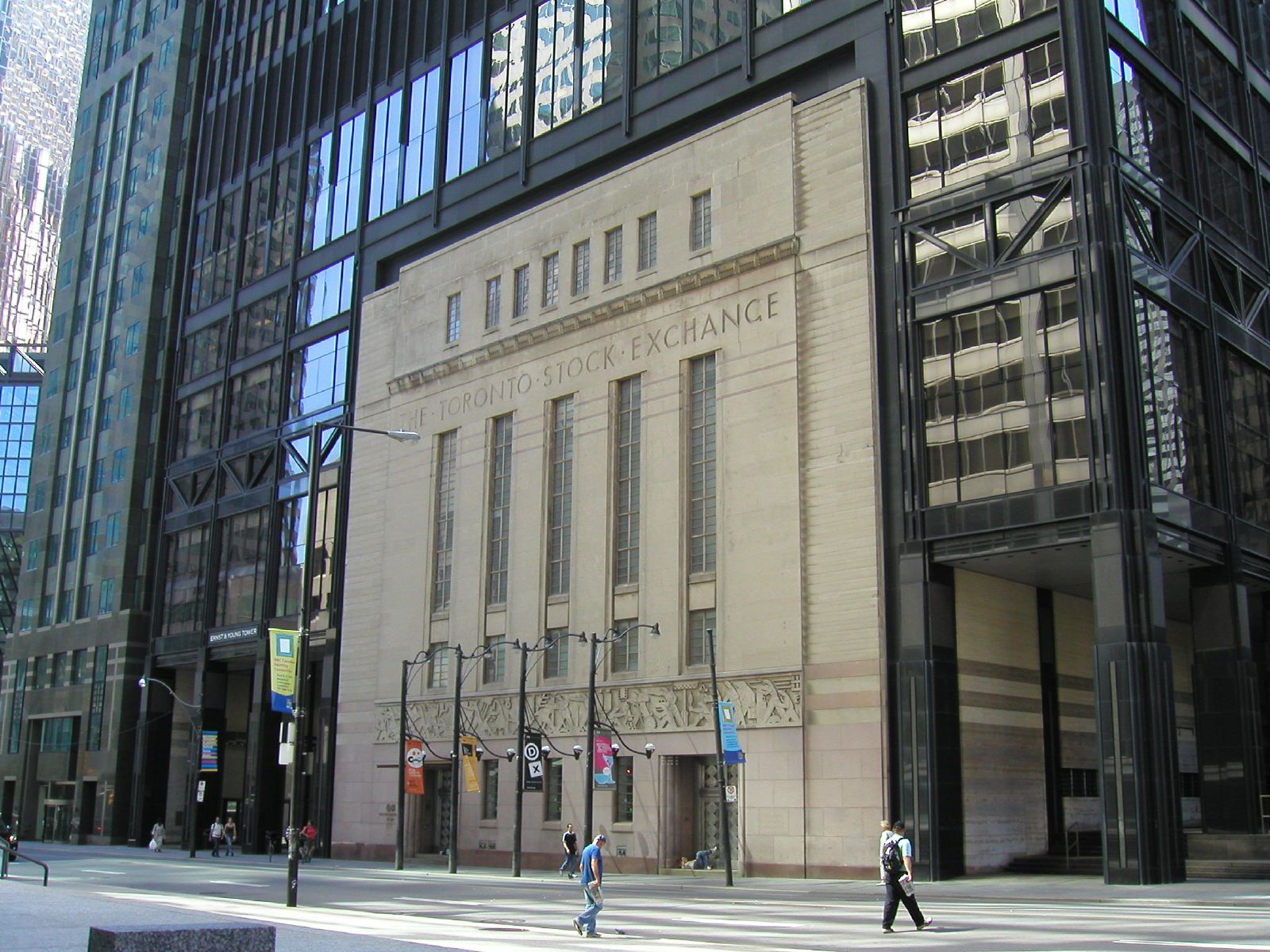
Vista exterior del anterior Toronto Stock Exchange, en la Bay Street.

Toronto es el principal centro bancario del país —los cinco mayores bancos del país tienen sus cuarteles generales en la ciudad. En total, cuatro de cada cinco bancos canadienses tienen su sede en la ciudad. La bolsa de valores de Toronto, la Toronto Stock Exchange, es la mayor de Canadá, la segunda mayor del continente americano (detrás de la New York Stock Exchange, localizada en la ciudad estadounidense de Nueva York) y la sexta mayor del mundo. Fue la primera bolsa de valores de todo el continente americano en comercializar acciones electrónicamente. Toronto también es el mayor centro del comercio mayorista de Canadá. La Bay Street es el corazón financiero de Canadá. Aquí están localizadas las sedes de los cuatro mayores bancos de Canadá, y la mayoría de los rascacielos más altos de la ciudad.
Numerosas empresas tienen su sede en la ciudad, como es el caso de la Hudson's Bay Company, Ubisoft Toronto, Manulife Financial, TD Canada Trust, Canadian Imperial Bank of Commerce, Royal Bank of Canada, Scotiabank, Bank of Montreal, Celestica, Four Seasons Hotels, Rogers Communications, MDS Inc, entre otras. Otras tantas tienen sus sedes en el Área Metropolitana de Toronto, fuera de los límites de la ciudad, como Nortel, IBM Canadá, Citibank Canada y Magna International.

## Industria
Ontario dispone de numerosos recursos naturales tales como madera, aluminio, cobre, hierro, níquel, plata, oro, uranio y zinc. Además de eso, la gran cantidad de ríos, lagos y cascadas permitió la construcción de varias centrales hidroeléctricas, y los depósitos de uranio permitieron la construcción de centrales nucleares. Esto, más una eficiente red de ferrocarril, carreteras y vías de agua han hecho de Toronto el mayor centro industrial de Canadá. Actualmente, posee más de 5.700 fábricas. Las fábricas localizadas en el área metropolitana de Toronto producen la mitad de los productos industrializados fabricados en Canadá. Cerca de un tercio de la fuerza de trabajo de Toronto trabaja en fábricas.
Las mayores actividades industriales de la ciudad son el procesamiento de alimentos, la industria automovilística y la impresión de periódicos, revistas y material publicitario. Otras actividades industriales importantes son la industria textil, la fabricación de productos electrónicos, papel y muebles.

## Medios de comunicación
En años recientes, la ciudad de Toronto se ha convertido uno de los centros de la industria cinematográfica de Canadá, junto con Vancouver, y uno de los mayores de América del Norte, a causa del bajo precio de la producción de películas y series de televisión en Canadá, en relación con Estados Unidos. Sus calles y monumentos se pueden ver en una variedad de películas, que imitan las calles de las mayores ciudades de Estados Unidos, como Chicago y Nueva York. Toronto produce más películas y programas de televisión que cualquiera otra ciudad americana a excepción de Los Ángeles y Nueva York.

## Compras

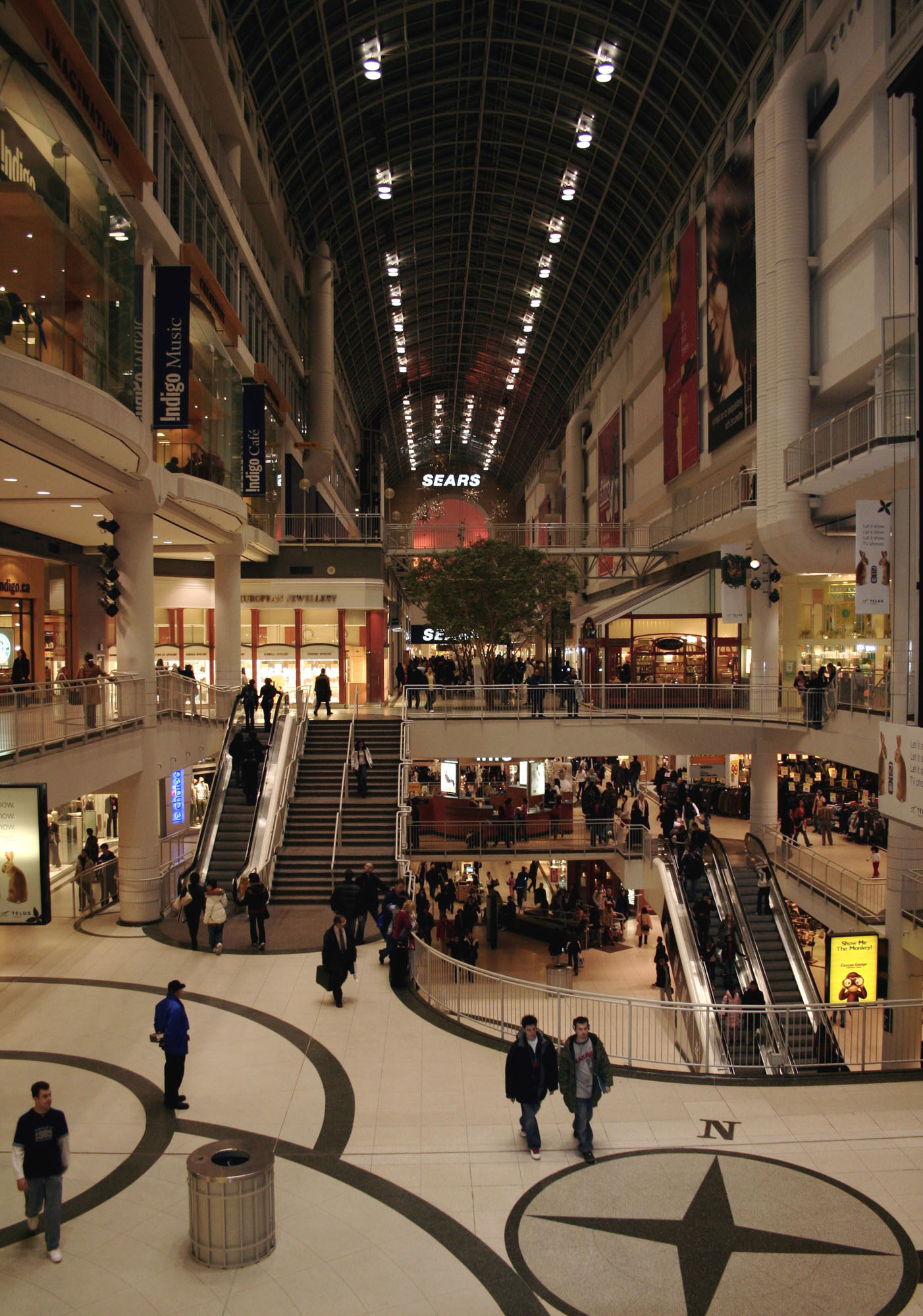
Interior del Toronto Eaton Centre.

En Toronto se pueden encontrar muchas tiendas especializadas, particularmente cerca de las calles Bloor y Bay, como por ejemplo boutiques exclusivas y tiendas de juguetes. Gracias posiblemente al clima, Toronto posee un extenso conjunto de galerías comerciales subterráneas, que por lo general están abiertas de 9 a. m. a 5 p. m. Estas tiendas son generalmente de moda, si bien en estos complejos subterráneos están presentes también tiendas especializadas en juguetes, e incluso accesos a tiendas mayores.
A lo largo de la Queen St. se encuentra la mayor tienda de cámaras de Toronto. Las grandes superficies escasean en el centro de Toronto, aunque sus suburbios disponen de amplios centros comerciales, grandes almacenes y tiendas especializadas, en especial cerca de la Orfus Road, próxima a los grandes almacenes de Yorkdale.
El distrito de la moda se localiza cerca de King y Spadina, cerca de la Old Chinatown al norte y el distrito de los espectáculos (Entertainment District) al este.
El St. Lawrence Market es un mercado histórico, que cuenta con una sección al aire libre durante los meses de verano, en la que se ofrecen alimentos frescos cultivados en el lugar. Kensington Market también tiene una sección al aire libre localizada cerca de Chinatown.
La ciudad en sí posee grandes centros y galerías comerciales. Comprar en Toronto se ha convertido en una atracción más para los turistas. Por ejemplo, el Toronto Eaton Centre recibió la designación especial de "atracción turística" en la década de 1980.

## Restaurantes
Toronto dispone de una extensa variedad de restaurantes, como resultado de su diversidad cultural.